# デルタ粒子
デルタ粒子（デルタりゅうし）とは、素粒子物理学においてバリオンに分類されるハドロンの一種である。アップクォークとダウンクォークから構成される比較的軽い（1,232 MeV/c2）複合粒子である。全角運動量およびアイソスピンは3/2で、核子の1/2とは対照的である。

## 崩壊
全ての種類のデルタ粒子は、強い相互作用によって核子とパイ中間子に崩壊する。最終的なチャージはアイソスピンカップリングによって決まる。低い確率で時間をかけてΔ+は陽子と光子、Δ0は中性子と光子に崩壊することがある。

## 組成
スピンが3/2ということは、デルタ粒子を構成する3つのクォークは、3つのうち1つが反対の方向を向いている核子とは異なり、全て同じ方向を向いていることを示している。このスピン配列は、アイソスピンの量子数3/2によって補完され、Δ+、Δ0を1/2のアイソスピンを持つ核子と区別する。
デルタ粒子のファミリーは、電荷が異なる4つの粒子で構成される。これらは、デルタ粒子を構成するアップクォークとダウンクォークの電荷を足し合わせた値になる。また電荷が反対のアンチクォークから構成される4種類の反粒子も存在する。+2の電荷を持つΔ++の存在は、クォークモデルの発展に決定的な手掛かりになった。

## リスト
| 粒子   | 記号      | クォーク組成 | 静止質量 (MeV/光速2) | I   | JP   | Q (e) | S | C | B' | T | 半減期 (s)          | 崩壊                  |
| ------ | --------- | ------------ | -------------------- | --- | ---- | ----- | - | - | -- | - | ------------------- | --------------------- |
| デルタ | Δ++(1232) | uuu          | 1,232 ± 1            | 3⁄2 | 3⁄2+ | +2    | 0 | 0 | 0  | 0 | 5.58 ± 0.09 × 10-24 | p+ + Π+               |
| デルタ | Δ+(1232)  | uud          | 1,232 ± 1            | 3⁄2 | 3⁄2+ | +1    | 0 | 0 | 0  | 0 | 5.58 ± 0.09 × 10-24 | Π+ + n0または Π0 + p+ |
| デルタ | Δ0(1232)  | udd          | 1,232 ± 1            | 3⁄2 | 3⁄2+ | 0     | 0 | 0 | 0  | 0 | 5.58 ± 0.09 × 10-24 | Π0 + n0または Π- + p+ |
| デルタ | Δ-(1232)  | ddd          | 1,232 ± 1            | 3⁄2 | 3⁄2+ | -1    | 0 | 0 | 0  | 0 | 5.58 ± 0.09 × 10-24 | Π- + n0               |